# Équip auto
Équip auto (abréviation de « Salon de l’équipement automobile ») est un salon international créé en 1975 et consacré aux professionnels de l'après-vente automobile et des services de mobilité connectée. Depuis la fin des années 2010, il se tient tous les deux ans au parc des expositions de la porte de Versailles à Paris.
Auparavant, il se tenait au parc des expositions de Villepinte.

## Présentation
Cette section ne s'appuie pas, ou pas assez, sur des sources secondaires ou tertiaires indépendantes du sujet. Le texte peut contenir des analyses inexactes ou inédites de sources primaires.
Pour l'améliorer, ajoutez-en, ou placez des modèles {{Source secondaire souhaitée}} ou {{Source secondaire nécessaire}} sur les passages mal sourcés. (octobre 2022)

### Nature
Équip auto regroupe toutes les thématiques entourant les véhicules, dans différents secteurs. Il regroupe les fabricants, distributeurs et réparateurs de la zone EMEA du domaine des véhicules (automobile, poids lourd, mobilité urbaine).

### Fréquence
Le salon a lieu tous les deux ans (années impaires) jusqu'en 2019, au mois d'octobre à Paris. En 2022, il eut lieu exceptionnellement une année paire, en collaboration avec le Mondial de l'automobile de Paris sous la bannière du Paris Automotive Week. En 2025, le salon Équip auto retrouve son rythme traditionnel, revenant à une fréquence biennale les années impaires. 

### Situation
Équip auto s’est tenu au parc des expositions de Paris-Nord Villepinte jusqu'à l'édition 2015 puis il s’est déplacé au parc des expositions de la porte de Versailles à Paris à partir de 2017.

### Présidence du salon Équip auto
- Claude Cham, président de 2009 à 2015[2].
- Jacques Mauge, de 2015 à 2019[3].
- Philippe Baudin, depuis le 4 avril 2019[4].

### Fréquentation
En 2019, la fréquentation du salon est repassée au-dessus de la barre des 100 000 visiteurs,,,,

### Équip auto Algérie
Une version du salon Équip auto pour le Moyen-Orient et les pays d’Afrique du Nord se déroule à Alger au palais des expositions des Pins maritimes. L'Algérie représente le 2e PIB le plus important d'Afrique et le marché le plus important du secteur de la pièce de rechange et de l’équipement automobile d’Afrique du Nord.

## Éditions

### 21eédition (2013)
Du 16 au 21 octobre 2013.

### 22eédition (2015)
La 22e édition du salon Équip auto se déroule du 13 au 17 octobre 2015 et se présente alors comme le « Salon international de l’après-vente et des services pour tous les véhicules ». Il s'étend sur trois halls au lieu de quatre (halls 4, 5 et 6) de Paris-Nord - Villepinte sur une surface de 100 000 mètres carrés.

### 23eédition (2017)
Le salon qui a fêté ses 40 ans en 2016 quitte le parc des expositions de Paris-Nord à Villepinte pour s'installer à la limite sud de Paris au parc des expositions de la porte de Versailles. Le salon se déroule du 17 au 21 octobre 2017.

### 24eédition (2019)
Le salon se déroule du 15 au 19 octobre 2019.
L'édition 2019 dépasse la fréquentation de l'année 2017, avec plus de 100 000 visiteurs venus rencontrés les 1 200 exposants installés sur les 100 000 m2 de surface réunis des halls 1, 2.2 et 2.3 du parc des expositions de la porte de Versailles.

### Édition 2021
L'édition 2021 est annulée en raison de la situation sanitaire et économique incertaine due à la pandémie de Covid-19 en France. Elle est reportée en 2022 en association avec le Mondial de l'automobile de Paris.

### 25eédition (2022)
La 25e édition du salon Équip auto se déroule pour la première fois depuis sa création une année paire, du 18 au 22 octobre 2022, en partenariat avec le Mondial de l'automobile (17 au 23 octobre 2022) dans un événement intitulé Paris Automotive Week,, et qui a pour objectif principal de fédérer tous les acteurs de l'industrie et tous les passionnés d'automobile durant une semaine de festivités.